# Saint-Magloire
Saint-Magloire es un municipio canadiense situado en la provincia de Quebec.

## Superficie
Saint-Magloire tiene una superficie de 208,61 km².

## Demografía
En 2021, tenía 712 habitantes, una densidad poblacional de 3,4 hab./km², y 471 viviendas.